# Список кайдзю
На цій сторінці наведений список кайдзю — вигаданих фантастичних істот з японських фільмів і створених за їх основою американських.

## Рептилії

### Динозаври та схожі на них істоти
| Назва                | Альтернативні назви | Фільми | Примітки | Зображення |
| -------------------- | ------------------- | --- | -------- | ---------- |
| Ґодзілла             | - Ґоджира - Ґодзіра | - Ґодзілла (1954) - Ґодзілла знову нападає - Кінг Конг проти Ґодзілли - Мотра проти Ґодзілли - Гідора, трьохголовий монстр - Вторгнення астро-монстра - Ебіра, жах з глибини - Син Ґодзілли - Знищити всіх монстрів - Атака всіх монстрів - Ґодзілла проти Хедори - Ґодзілла проти Гайгана - Ґодзілла проти Мегалона - Боєць Зон - Ґодзілла проти МехаҐодзілли (1974) - Терор МехаҐодзілли - Ґодзілла (1978) - Повернення Ґодзілли - Ґодзілла проти Біолланте - Ґодзілла проти Кінг Гідори - Ґодзілла проти Мотри: Битва за Землю - Ґодзілла проти МехаҐодзілли II - Ґодзілла проти СпейсҐодзілли - Ґодзілла проти Руйнівника - Острів Ґодзілли - Ґодзілла (1998) - Ґодзілла: Анімаційний серіал - Ґодзілла 2000: Міленіум - Ґодзілла проти Мегагіруса - Ґодзілла, Мотра, Кінг Гідора: Атака всіх монстрів - Ґодзілла проти МехаҐодзілли (2001) - Ґодзілла: Токіо S.O.S - Ґодзілла: Фінальні війни - Ґодзілла (2014) - Істинний Ґодзілла - Ґодзілла: Планета монстрів - Ґодзілла: Місто на грані битви - Ґодзілла: Поїдач планет - Ґодзілла з'являється в Сукаґава - Ґодзілла 2: Король монстрів (2019) - Вольфмен проти Ґодзілли - Ґодзілла проти Конга |          |            |
| Ангірус              | - Ангілас           | - Ґодзілла знову нападає - Знищити всіх монстрів - Ґодзілла проти Гайгана - Ґодзілла проти МехаҐодзілли (1974) - Ґодзілла: Фінальні війни |          |            |
| Варан                | - Барадагі          | - Великий монстр Варан - Знищити всіх монстрів - Ґодзілла: Фінальні війни |          |            |
| Магума               |                     | - Горас |          |            |
| Кінг Гідора          |                     | - Гідора, трьохголовий монстр - Вторгнення астро-монстра - Знищити всіх монстрів - Боєць Зон - Ґодзілла проти Кінг Гідори - Ґодзілла, Мотра, Кінг Гідора: Атака всіх монстрів - Ґодзілла 2: Король монстрів |          |            |
| Барагон              |                     | - Франкенштейн проти Барагона - Знищити всіх монстрів - Ґодзілла, Мотра, Кінг Гідора: Атака всіх монстрів |          |            |
| Горозавр             |                     | - Втеча Кінг Конга - Знищити всіх монстрів - Острів Ґодзілли |          |            |
| Мінілла              | - Мінья             | - Син Ґодзілли - Знищити всіх монстрів - Атака всіх монстрів - Ґодзілла: Фінальні війни |          |            |
| Гайган               |                     | - Ґодзілла проти Гайгана - Ґодзілла проти Мегалона - Боєць Зон - Ґодзілла: Фінальні війни |          |            |
| Титанозавр           |                     | - Терор МехаҐодзілли - Ґодзілла: Фінальні війни |          |            |
| Біолланте            |                     | - Ґодзілла проти Біолланте |          |            |
| Дорат                |                     | - Ґодзілла проти Кінг Гідори |          |            |
| Ґодзіллазавр         |                     | - Ґодзілла проти Кінг Гідори |          |            |
| МехаКінг Гідора      |                     | - Ґодзілла проти Кінг Гідори |          |            |
| Малий Ґодзілла       |                     | - Ґодзілла проти МехаҐодзілли II - Ґодзілла проти СпейсҐодзілли |          |            |
| Ґодзілла молодший    |                     | - Ґодзілла проти Руйнувача |          |            |
| СпейсҐодзілла        |                     | - Ґодзілла проти СпейсҐодзілли |          |            |
| Палаючий Ґодзілла    |                     | - Ґодзілла проти Руйнувача |          |            |
| Рептилианин          |                     | - Ґодзілла: Анімаційний серіал |          |            |
| ДРАГМА               |                     | - Ґодзілла: Анімаційний серіал |          |            |
| Орга                 |                     | - Ґодзілла 2000: Міленіум |          |            |
| Модифікований Гайган |                     | - Ґодзілла: Фінальні війни |          |            |
| Монстер Ікс          |                     | - Ґодзілла: Фінальні війни |          |            |
| Кейзер Гідора        |                     | - Ґодзілла: Фінальні війни |          |            |
| Стегозавр            |                     | - Кінг-Конг (1933) |          |            |
| Бронтозавр           |                     | - Кінг-Конг (1933) |          |            |
| Тиранозавр           | - М'ясоїд           | - Кінг-Конг (1933) |          |            |
| Стиракозавр          |                     | - Син Конга |          |            |
| Редозавр             |                     | - Чудовисько з глибини 20 тисяч фатомів |          |            |

#### Птахи
| Назва         | Альтернативні назви                     | Фільми                                       | Примітки | Зображення |
| ------------- | --------------------------------------- | -------------------------------------------- | -------- | ---------- |
| Оокондору     | - Гігантський кондор - Гігантський орел | - Ебіра, жах з глибини - Атака всіх монстрів |          |            |
| Кетцалькоатль |                                         | - Ґодзілла: Анімаційний серіал               |          |            |

### Лускаті
| Назва                   | Альтернативні назви            | Фільми                                                                          | Примітки | Зображення |
| ----------------------- | ------------------------------ | ------------------------------------------------------------------------------- | -------- | ---------- |
| Гігантський монстр Гіла |                                | - Гігантський монстр Гіла - Ґодзілла: Анімаційний серіал                        |          |            |
| Манда                   |                                | - Атрагон, літаюча суперсубмарина - Знищити всіх монстрів - Атака всіх монстрів |          |            |
| Зілла                   | - Ґодзілла                     | - Ґодзілла (1998) - Ґодзілла: Анімаційний серіал - Ґодзілла: Фінальні війни     |          |            |
| Дитинча Зілли           | - Дитинча Ґодзілли             | - Ґодзілла (1998)                                                               |          |            |
| Зілла молодший          | - Ґодзілла - Ґодзілла молодший | - Ґодзілла (1998) - Ґодзілла: Анімаційний серіал - Ґодзілла: Фінальні війни     |          |            |
| Нессі                   |                                | - Ґодзілла: Анімаційний серіал                                                  |          |            |
| Кінг Кобра              |                                | - Ґодзілла: Анімаційний серіал                                                  |          |            |
| Кібер-Зілла             | - Кібер-Ґодзілла               | - Ґодзілла: Анімаційний серіал                                                  |          |            |
| Хамелеон                |                                | - Ґодзілла: Анімаційний серіал                                                  |          |            |
| Комодітракс             |                                | - Ґодзілла: Анімаційний серіал                                                  |          |            |
| Пустельний диявол       |                                | - Ґодзілла: Анімаційний серіал                                                  |          |            |
| Гігантська ящірка       |                                | - Ґодзілла: Анімаційний серіал                                                  |          |            |

### Інші рептилії
| Назва    | Альтернативні назви | Фільми | Примітки | Зображення |
| -------- | ------------------- | --- | -------- | ---------- |
| Родан    | - Радон             | - Родан (фільм) - Гідора, трьохголовий монстр - Вторгнення астро-монстра - Знищити всіх монстрів - Ґодзілла проти Гайгана - Ґодзілла проти Мегалона - Терор МехаҐодзілли - Ґодзілла проти МехаҐодзілли II - Острів Ґодзілли - Ґодзілла: Фінальні війни - Ґодзілла 2: Король монстрів |          |            |
| Камоебас | - Камеба            | - Йог, монстр із космосу - Ґодзілла: Фінальні війни |          |            |
| Нотозавр |                     | - Син Конга |          |            |

## Ссавці

### Примати
| Назва                    | Альтернативні назви | Фільми | Примітки | Зображення |
| ------------------------ | ------------------- | --- | -------- | ---------- |
| Кінг Конг                | - Конг              | - Кінг Конг (1933) - Кінг Конг проти Ґодзілли - Шоу Кінг Конга (1966) - Втеча Кінг Конга - Вперед! Грінмен - Кінг Конг (1976) - Кінг Конг живий - Кінг Конг (1998) - Конг: Анімаційний серіал - Конг: Король Атлантиди - Кінг Конг (2005) - Конг: Повернення до джунглів - Монстро - Конг: Король мавп - ЛЕГО Бетмен: Фільм - Конг: Острів Черепа - Ґодзілла 2: Король монстрів - Ґодзілла проти Конга - Кінг Конг: Острів Черепа |          |            |
| Кіко                     |                     | - Син Конга |          |            |
| Чудовисько Франкенштейна | - Франкенштейн      | - Франкенштейн проти Барагона |          |            |
| Гайра                    |                     | - Чудовиська Франкенштейна: Санда проти Гайри |          |            |
| Санда                    |                     | - Чудовиська Франкенштейна: Санда проти Гайри |          |            |
| Леді Конг                |                     | - Кінг Конг живий |          |            |
| Бейбі Конг               |                     | - Кінг Конг живий |          |            |

## Членистоногі
| Назва     | Альтернативні назви | Фільми                                                                                               | Примітки | Зображення |
| --------- | ------------------- | --- | -------- | ---------- |
| Мотра     | - Мосура            | - Мотра (1961) - Мотра проти Ґодзілли - Знищити всіх монстрів - Ґодзілла проти Мотри: Битва за Землю |          |            |
| Ебіра     |                     | - Ебіра, жах з глибини - Атака всіх монстрів                                                         |          |            |
| Кумонга   | - Спіго             | - Ебіра, жах з глибини - Знищити всіх монстрів                                                       |          |            |
| Камакурас |                     | - Син Ґодзілли - Знищити всіх монстрів - Атака всіх монстрів                                         |          |            |
| Ганімес   |                     | - Йог, монстр із космосу                                                                             |          |            |

| Ґодзілла | Це незавершена стаття про кайдзю чи фільм про нього. Ви можете допомогти проєкту, виправивши або дописавши її. |